# Championnat d'Amérique du Nord féminin de volley-ball 1975
Navigation
Édition précédente Édition suivante
Le 4e Championnat d'Amérique du Nord de volley-ball féminin s'est déroulé du 3 août 1975 au 8 août 1975 à Los Angeles, États-Unis. Il a mis aux prises les cinq meilleures équipes continentales.

## Classement final
| Place              | Équipe                 |
| ------------------ | ---------------------- |
| Médaille d'or      | Cuba                   |
| Médaille d'argent  | États-Unis             |
| Médaille de bronze | Mexique                |
| 4                  | Canada                 |
| 5                  | République dominicaine |